# فراری ۴۸۸
فراری ۴۸۸ (به انگلیسی: Ferrari 488 ) (Tipo F142M) یک خودروی اسپورت موتور وسط تولید شده توسط خودروساز ایتالیایی فراری است. این خودرو در سال ۲۰۱۵ به‌عنوان جانشین ۴۵۸ معرفی شد.
این خودرو یک پیشرانه ۸ سیلندر ۳٫۹ لیتری توئین توربو دارد. ۴۸۸ GTB به‌عنوان "سوپراسپرت سال ۲۰۱۵" توسط مجله Top Gear لقب گرفت.

## مشخصات

### انتقال قدرت
واحد انتقال قدرت استاندارد این خودرو یک گترگ دو کلاچهٔ ۷ سرعته همان مدل بکار رفته در فراری ۴۵۸ ایتالیا است.

## طراحی

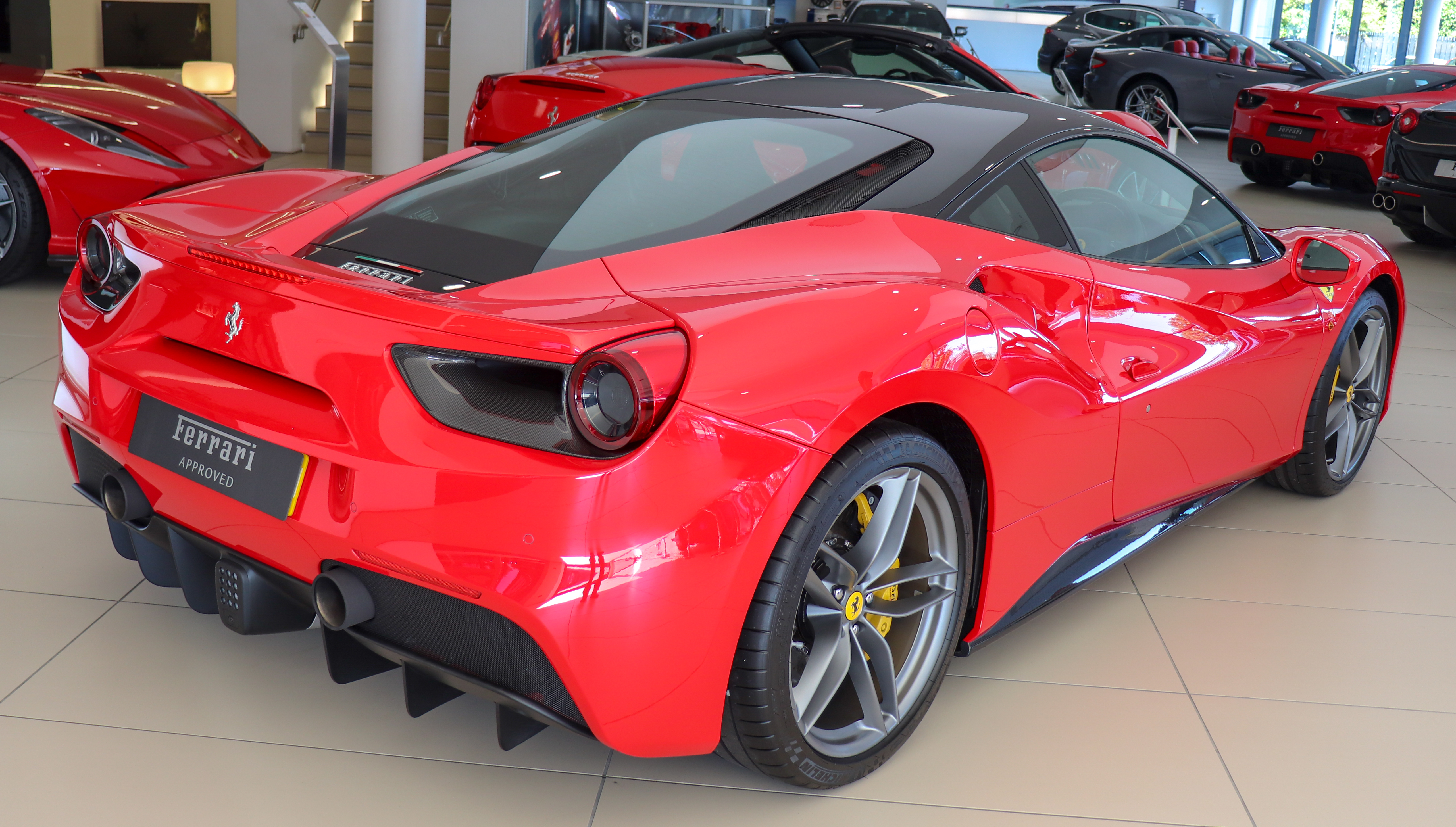
نمای عقب

بدنه ۴۸۸ به گونه‌ای طراحی شده که نیروی رو به پایین را در مقایسه با ۴۵۸ ۵۰ درصد افزایش می‌دهد. دو شکاف جدید در جلو دو عملکرد دارد: افزایش خنک کردن رادیاتور با وادار کردن هوا به داخل آنها و همچنین هدایت هوا را در زیر بدنه به مولد گردباد برای ایجاد اثر زمین بدون اضافه کردن کشش ناخواسته.
فراری ۴۸۸ توسط فلاویو مانزونی طراحی شده و برنده جایزه «بهترین بهترین» نقطه قرمز برای طراحی محصول در سال ۲۰۱۶ است.